# Indywidualne Mistrzostwa Europy Juniorów na Żużlu 2002
Indywidualne Mistrzostwa Europy Juniorów na Żużlu 2002 – cykl zawodów żużlowych, mających wyłonić najlepszych zawodników indywidualnych mistrzostw Europy juniorów do 19 lat w sezonie 2002. W finale zwyciężył Słoweniec Matej Žagar.

## Finał
- Dyneburg, 25 sierpnia 2002

| Msc. | Zawodnik            | Kraj     | Pkt |             |  |
| ---- | ------------------- | -------- | --- | ----------- |  |
| 1    | Matej Žagar         | Słowenia | 15  | (3,3,3,3,3) |  |
| 2    | Kenneth Bjerre      | Dania    | 14  | (3,3,2,3,3) |  |
| 3    | Fredrik Lindgren    | Szwecja  | 12  | (2,3,3,3,1) |  |
| 4    | Marek Cieślewicz    | Polska   | 11  | (1,2,3,2,3) |  |
| 5    | Krzysztof Kasprzak  | Polska   | 9   | (0,2,3,2,2) |  |
| 6    | Jonas Davidsson     | Szwecja  | 9   | (3,2,1,1,2) |  |
| 7    | Denis Gizatullin    | Rosja    | 8   | (3,2,1,u,2) |  |
| 8    | Tomáš Suchánek      | Czechy   | 7   | (1,1,2,1,2) |  |
| 9    | Robert Miśkowiak    | Polska   | 7   | (0,1,0,3,3) |  |
| 10   | Daniel Davidsson    | Szwecja  | 6   | (2,u,2,1,1) |  |
| 11   | Antonio Lindbäck    | Szwecja  | 5   | (1,3,1,w,–) |  |
| 12   | Piotr Świderski     | Polska   | 5   | (2,1,u,2,0) |  |
| 13   | Martin Smolinski    | Niemcy   | 4   | (d,1,0,2,1) |  |
| 14   | Leonīds Paura       | Łotwa    | 3   | (2,0,1,t,d) |  |
| 15   | Miroslav Fencl      | Czechy   | 2   | (0,0,2,0,0) |  |
| 16   | Łukasz Romanek      | Polska   | 1   | (1,d,0,0,0) |  |
|      | rez. Ķasts Puodžuks | Łotwa    | 2   | (1,1)       |  |

## Bieg po biegu
1. Žagar, D.Davidsson, Romanek, Smolinski (d)
2. J.Davidsson, Świderski, Lindbäck, Fencl
3. Gizatullin, Paura, Suchánek, Miśkowiak
4. Bjerre, Lindgren, Cieślewicz, Kasprzak
5. Lindgren, J.Davidsson, Miśkowiak, Romanek (d)
6. Bjerre, Gizatullin, Smolinski, Fencl
7. Žagar, Cieślewicz, Świderski, Paura
8. Lindbäck, Kasprzak, Suchánek, D.Davidsson (u)
9. Kasprzak, Fencl, Paura, Romanek
10. Cieślewicz, Suchánek, J.Davidsson, Smolinski
11. Žagar, Bjerre, Lindbäck, Miśkowiak
12. Lindgren, D.Davidsson, Gizatullin, Świderski (u)
13. Bjerre, Świderski, Suchánek, Romanek
14. Lindgren, Smolinski, Puodžuks, Paura (t)
15. Žagar, Kasprzak, J.Davidsson, Gizatullin (u)
16. Miśkowiak, Cieślewicz, D.Davidsson, Fencl
17. Cieślewicz, Gizatullin, Puodžuks, Romanek
18. Miśkowiak, Kasprzak, Smolinski, Świderski
19. Žagar, Suchánek, Lindgren, Fencl
20. Bjerre, J.Davidsson, D.Davidsson, Paura (d)